# 언더 더 스킨
《언더 더 스킨》(영어: Under the Skin)은 2013년 공개된 SF 영화이다.

## 출연

### 주연
- 스칼렛 요한슨
- 제레미 맥윌리암스
- 린시 테일러 맥케이
- 폴 브래니건

### 조연
- 크리스토프 하덱
- 도기 맥커널
- 케빈 맥칼린덴
- 디.미디
- 앤드류 고먼
- 조 스줄라
- 로이 암스트롱
- 앨리슨 챈드
- 벤 밀스
- 오스카 밀스
- 리 패닝
- 마리우스 빈쿠
- 스티븐 혼
- 아담 퍼슨
- 메이 미웨스
- 제리 굿펠로우
- 데이브 액턴
- 제시카 맨스
- 크리스토프 하덱
- 스콧 다이몬드
- 마이클 모어랜드

## 기타
- 원작자: 마이클 파버
- 공동제작: 질리언 베리
- 공동제작: 알렉산더 오닐
- 조감독: 닉 헥스톨-스미스
- 사운드슈퍼바이저: 쟈니 번
- 미술: 크리스 오디
- 특수효과: 마크 커티스
- 특수효과: 케이트 맥코넬
- 시각효과: 톰 드벤함
- 시각효과: 도미닉 파커
- 분장: 크리스틴 베버리지
- 헤어: 크리스틴 베버리지
- 헤어: 크리스틴 베버리지
- 의상: 스티븐 노블
- 섭외: 카린 크로포드
- 프로덕션매니저: 리비아 버튼
- 프로덕션매니저: 마크 머독